# Stanisław Mrożek
Stanisław Mrożek (ur. 8 listopada 1913 w Szreniawie) – pułkownik, uczestnik II wojny światowej w szeregach Armii Ludowej, oficer aparatu bezpieczeństwa PRL.

## Życiorys
Pochodził z rodziny robotniczej wyznania katolickiego. Syn Jana i Florentyny Mrożków. Absolwent szkoły powszechnej w Wolbromiu. W latach 1931–1938 członek Komunistycznego Związku Młodzieży Polskiej. W 1935 powołany do wojska. Służył w 4 Pułku Piechoty Legionów w Kielcach. Po dwóch miesiącach został zdegradowany i wykluczony ze szkoły podoficerskiej z powodu przynależności do partii komunistycznej. W 1942 został członkiem Polskiej Partii Robotniczej. W Armii Ludowej pełnił funkcję szefa wywiadu. Po wyzwoleniu spod okupacji niemieckiej przewodniczący Miejskiej Rady Narodowej w Wolbromiu, później sekretarz Komitetu Wojewódzkiego PPR.
Następnie funkcjonariusz aparatu bezpieczeństwa w MUBP w Katowicach oraz kolejno w Powiatowym Urzędzie Bezpieczeństwa Publicznego (PUBP) w Prudniku, w PUBP w Cieszynie, w PUBP w Nysie, w Wojewódzkim Urzędzie Bezpieczeństwa Publicznego w Zielonej Górze, w WUBP w Białymstoku, w WUdsBP w Białymstoku i w WUdsBP w Łodzi.
W 1957 przeniesiony do służby w Milicji Obywatelskiej, w której pełnił funkcję komendanta wojewódzkiego do spraw bezpieczeństwa w Łodzi. Ze służby zwolniony w 1975.